# Terumbu Laya
Das Dallas-Riff oder (malaiisch) Terumbu Laya ist der Name eines Riffs der Spratly-Inseln das nur bei Niedrigwasser sichtbar ist. Es liegt vor der nordwestlichen Küste des Bundesstaats Sabah und wird von Malaysia beansprucht.

## Die Insel im Spratly-Konflikt
Innerhalb des Konflikts um die Spratly-Inseln wird auch das Dallas-Riff von mehreren Nationen beansprucht.
Malaysia bezieht sich bei seinen Rechtsansprüchen auf das Festlandsockelargument (Schelf von Sabah und Sarawak) beziehungsweise die 200-Meilen-Zone. Es beansprucht insgesamt 12 südlich gelegene Spratly-Inseln und hält zurzeit sechs Inseln beziehungsweise Riffe besetzt (Terumbu Ubi (Ardasier-Riff), Terumbu Laya (Dallas-Riff), Terumbu Siput (Erica-Riff), Terumbu Peninjau (Investigator Shoal), Terumbu Mantanani (Mariveles-Riff), und Terumbu Layang-Layang (Swallow-Riff)). Die Rechtsansprüche sind durch die Seerechtskonvention gut abgesichert. Malaysia verfügt über eine modern ausgerüstete Marine (10 Raketenfregatten).